# روبرت ونايت (لاعب كريكت)
روبرت ونايت (10 أغسطس 1879 في المملكة المتحدة - 9 يناير 1955)  (بالإنجليزية: Robert Knight)‏ هو لاعب كريكت بريطاني (وحمل سابقاً جنسية المملكة المتحدة لبريطانيا العظمى وأيرلندا).